# 密叶水田白
密叶水田白（学名：Mitrasacme pygmaea var. confertifolia）为马钱科尖帽草属下的一个变种。

## 扩展阅读
- 維基物種上的相關：密叶水田白